# Issancourt-et-Rumel
 Issancourt-et-Rumel  là một xã ở tỉnh Ardennes, thuộc vùng Grand Est ở phía bắc nước Pháp.